# Mustjala (Landgemeinde)
Mustjala (deutsch: Mustel) ist eine ehemalige Landgemeinde im estnischen Kreis Saare mit einer Fläche von 235,97 km². Sie hatte 755 Einwohner (2009). 2017 fusionierten alle Gemeinden auf Saaremaa zur neuen Landgemeinde Saaremaa.
Mustjala lag im Nordwesten der Insel Saaremaa. Neben dem gleichnamigen Hauptort umfasste die Landgemeinde die Dörfer Jauni, Järise, Kiruma, Kugalepa, Küdema, Liiküla, Liiva, Merise, Ninase, Ohtja, Paatsa, Pahapilli, Panga, Rahtla, Selgase, Silla, Tagaranna, Tuiu, Vanakubja und Võhma.
Die unberührten Strände und Wälder zogen im Sommer viele Touristen an. In Võhma wurden 1986 Überreste menschlicher Besiedelung aus der Steinzeit gefunden.

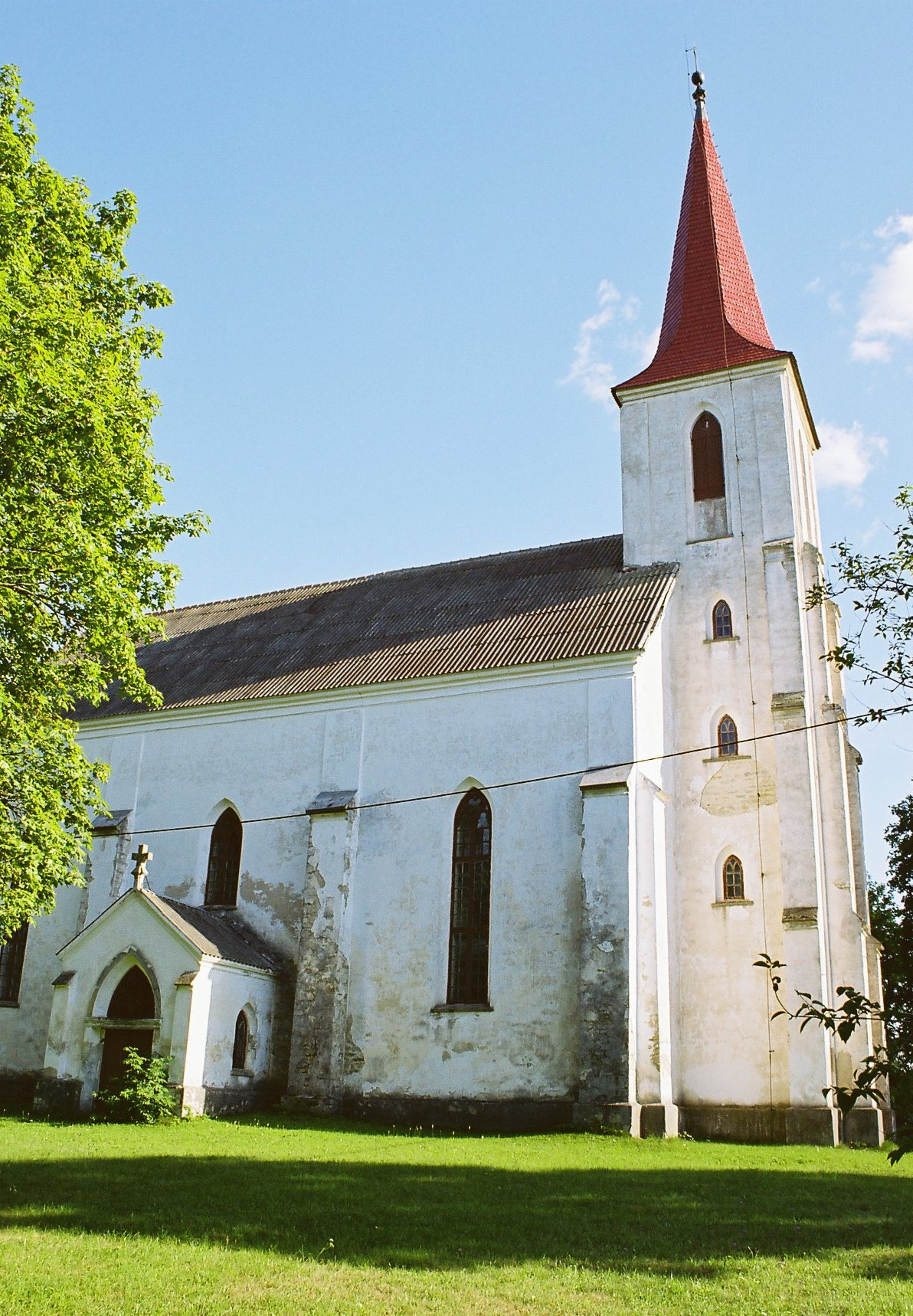
Kirche von Mustjala